# Rendition (The Walking Dead)
"Rendition" é o quarto episódio da décima primeira temporada da série de televisão de terror pós-apocalíptico The Walking Dead. O episódio foi escrito por Nicole Mirante-Matthews e dirigido por Frederick E.O. Toye.
No episódio, Daryl (Norman Reedus) se reúne com Leah (Lynn Collins) enquanto os Ceifadores o mantêm cativeiro em sua sede, Meridian, e o torturam para obter informações sobre seu grupo.
O episódio recebeu críticas mistas dos críticos.

## Enredo
Na floresta, Daryl (Norman Reedus) tenta fugir durante o ataque dos Ceifadores ao grupo com Cachorro. Ele logo luta diretamente com um deles que é atacado por Cachorro, apenas para o Ceifador jogar o canino choramingando colina abaixo. Um dos Ceifadores tenta impedir que seus companheiros ataquem Daryl, que aproveita a oportunidade para fugir e procurar por Cachorro; o Ceifador que o poupa encara em choque a presença de Daryl. Na manhã seguinte, Daryl encontra Cachorro, que está sentado ao lado de um Ceifador mascarado e vestido de preto. O Ceifador então remove sua máscara para revelar-se Leah (Lynn Collins) - a ex-namorada de Daryl com quem ele se relacionou durante os seis anos que passou isolado procurando pelo corpo de Rick (Andrew Lincoln) após sua suposta morte. Leah começa a perguntar a Daryl se ele está com o grupo de Maggie (Lauren Cohan). Tentando esconder seu envolvimento para salvar seus amigos, Daryl mente que os encontrou recentemente na estrada; Leah não está convencida. Daryl então tenta pegar o Cachorro e ir embora, mas o canino se recusa a deixar o lado do dono original; um grupo de Ceifadores cerca Daryl.
Na sede dos Ceifadores, Meridian, Daryl amarrado e encapuzado é arrastado para o acampamento. Sozinho com Leah dentro de um galpão, Daryl confidencia a Leah que voltou e procurou por ela em todos os lugares; Leah o sufoca até a inconsciência. Daryl logo acorda entre tosses e suspiros de ar enquanto os Ceifadores o afogam, e insiste que ele apenas negociou brevemente com o grupo de Maggie, alegando que sua família se foi depois de perder uma luta com outro grupo de sobreviventes; no entanto, ele continua sendo torturado até que Leah finalmente ordena que eles parem. Ele é então arrastado para uma jaula escura; seu companheiro de cela do outro lado é Frost (Glenn Stanton). Quando Frost pede qualquer informação sobre os outros, Daryl rapidamente o interrompe e mente para ele que não se importa com os outros; Frost parece entender o que está fazendo e joga junto. Leah então novamente ordena a Daryl para obedecer e entregar qualquer informação para que ele não enfrente a ira de seu líder, o Pope (Ritchie Coster). Nos aposentos de Pope, Leah descobre que seu colega Ceifador, Michael Turner, foi encontrado morto conforme relatado por outro Ceifador chamado Bossie. Enquanto o pregador dos Ceifadores, Mancea (Dikran Tulaine), ora e canta sobre o corpo de Michael em línguas, Leah e os Ceifadores entristecem vendo seu irmão morto; Pope exige que seu povo faça o grupo de Maggie sentir a sua ira e a de Deus.
Depois, Leah retorna para a cela sombria de Daryl enquanto Frost é levado para interrogatório e confessa sua dor por Michael, que ela viu como um irmão mais novo e também é a primeira pessoa que ela perdeu desde ele. Daryl protesta que ele voltou para sua cabana para ficar com ela, mas hesitou devido ao medo de desistir de sua busca pelo corpo de Rick. Leah admite que ainda tem sentimentos por Daryl, que insiste que a ajudaria se pudesse e afirma que não está mentindo para ela sobre não fazer parte do grupo. Daryl cede e oferece detalhes vagos sobre o grupo, alegando que uma mulher (Maggie) está liderando o grupo com Gabriel (Seth Gilliam) e Negan (Jeffrey Dean Morgan) ao seu lado; no entanto, Daryl mente para Leah sobre falar em código com eles, porque ele é um estranho e que eles estavam se encontram com três dúzias de seus lutadores. Satisfeita, Leah se reporta a Pope para atestar Daryl e informá-lo sobre a informação dada a ela sobre o grupo de Maggie, e também convence Pope a deixar Daryl se juntar a eles. No entanto, Pope zomba de Leah por seus sentimentos em relação a seu ex-namorado, junto com o fato de que ela poderia ter "acabado com ele lá fora";  ele finalmente cede e concorda em testá-lo.
Naquela noite, Daryl e Leah são deixados sozinhos na sala de interrogatório, apenas para serem trancados lá dentro; o galpão foi incendiado e a sala em chamas. Daryl consegue quebrar uma janela e ajuda Leah a sair da sala em chamas, e a segue para um local seguro, onde eles encontram Pope e todos os Ceifadores reunidos do lado de fora. Chocada e sem saber do teste, Leah rapidamente se realinha com os outros. Pope, impressionado que Daryl não apenas escapou, mas salvou Leah antes de si mesmo, dá as boas-vindas a Daryl no grupo. Em seus aposentos, Pope se senta com Daryl e pergunta se ele acredita em Deus; Daryl diz que não. Pope então explica como seu povo era traumatizado, veteranos de guerra do Afeganistão que não conseguiam lidar com a vida civil depois de terminar seu período de serviço e se tornaram mercenários até a queda da sociedade, quando os políticos que os contrataram tentaram exterminá-los no fogo; depois que sobreviveram ao incêndio em uma igreja, Pope se convenceu de que eles foram "escolhidos" por Deus. Daryl é então implorado por Pope para acreditar em Deus. Do lado de fora, ao redor de uma fogueira, Pope acusa Bossie de abandonar Michael na batalha, e o joga em uma fogueira, segurando-o até que ele queime até a morte; Daryl permanece em silêncio, forçado a jogar junto por estar em menor número.

## Produção

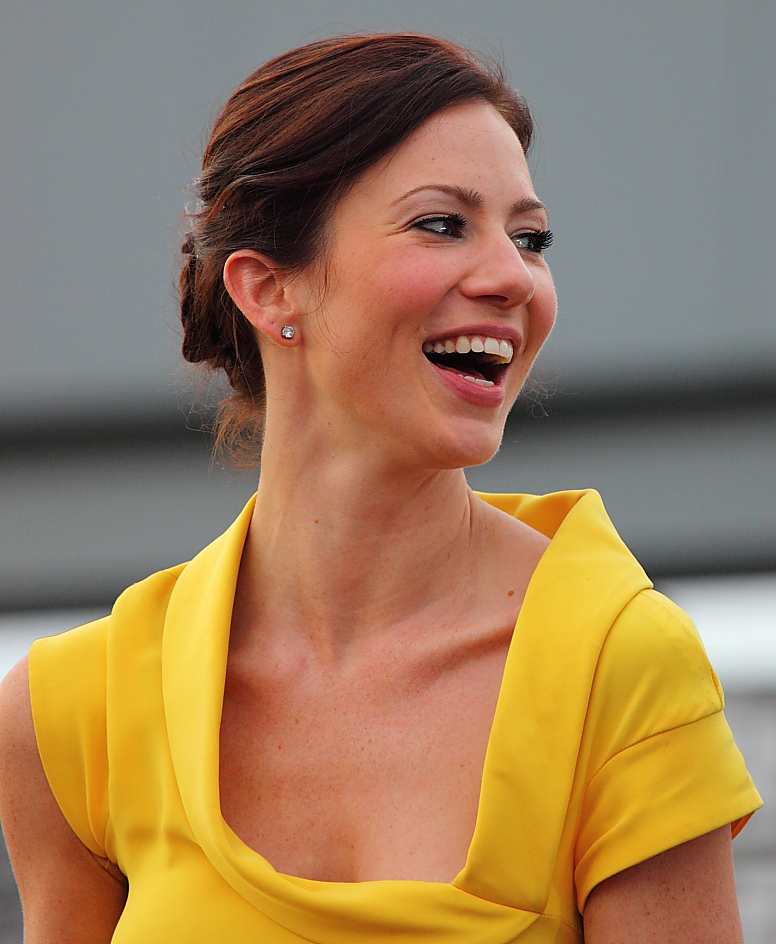
"Rendition" marca o retorno de Lynn Collins como Leah, que estava ausente desde "Find Me"

O episódio marca a segunda aparição de Lynn Collins como Leah, e é sua primeira aparição desde o episódio "Find Me" na temporada anterior. O sobrenome dela é revelado como Shaw.

## Recepção

### Crítica

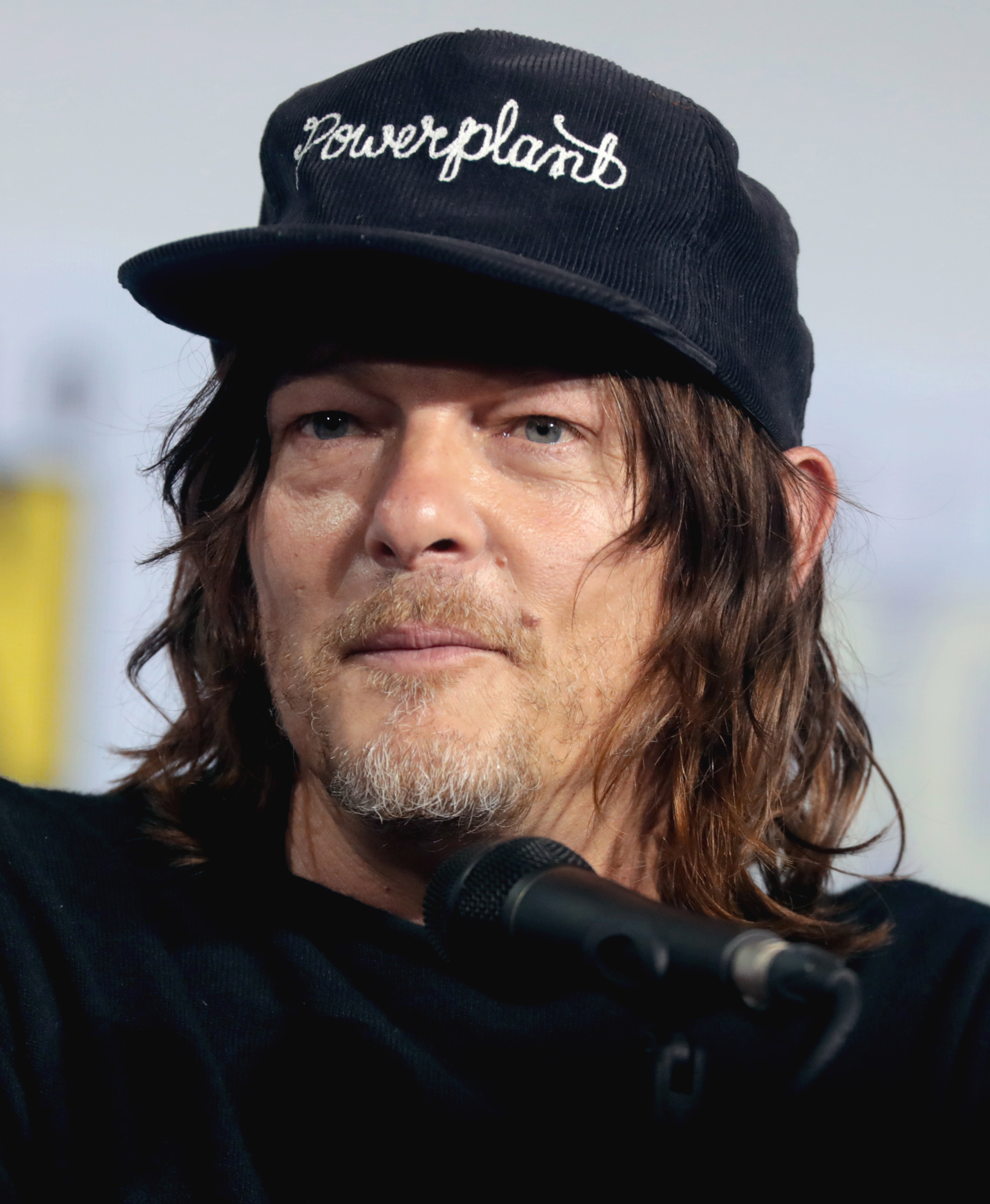
Norman Reedus foi elogiado por seu desempenho

Rendition recebeu críticas mistas. No Rotten Tomatoes, o episódio teve uma taxa de aprovação de 67%, com uma pontuação média de 6.80 de 10, com base em 12 avaliações. O consenso crítico do site diz: "Daryl é um guia turístico envolvente através do lote final de antagonistas de The Walking Dead, embora Rendition não convença os céticos de que os Ceifadores são muito diferentes das milícias assassinas que atormentaram a série antes."
Paul Dailly da TV Fanatic deu ao episódio 3 de 5 estrelas, escrevendo que, "em retrospectiva, o episódio 3 poderia ter sido misturado com isso, mostrando diferentes pessoas perseguidas pelos Ceifadores, e aparando as cenas desnecessárias."
Erik Kain da Forbes criticou o episódio escrevendo: "quaisquer momentos emocionantes ou tensos que este episódio possa ter tido foram privados de toda a gravidade pelo fato de que 99% dos personagens eram novos e descartáveis e essencialmente irrelevantes."
Alex McLevy de The A.V. Club deu ao episódio um B, e elogiou a narrativa e escreveu também que "é um lembrete bem-vindo de que a série costumava lançar sem esforço episódios como este."
David Opie da Digital Spy criticou o desenvolvimento dos Ceifadores escrevendo: "vindo depois de um conceito como os Sussurradores, esses Ceifadores parecem um grande passo para baixo."

### Audiência
O episódio teve um total de 1.88 milhões de espectadores em sua exibição original na AMC na faixa de 18-49 anos de idade. Apresenta aumento de 0.01 pontos de audiência em relação ao episódio anterior.